# Apio Claudio Pulcro (cónsul 185 a. C.)
Apio Claudio Pulcro  fue un político romano del siglo II a. C. perteneciente a la gens Claudia.

## Biografía
Hijo de Apio Claudio Pulcro, el cónsul del año 212 a. C. y hermano de Publio Claudio Pulcro, cónsul a su vez en el año 184 a. C.; sirvió como tribuno militar entre 197 a. C. y 194 a. C. bajo el comando de Tito Quincio Flaminino en la guerra en Grecia contra Filipo V de Macedonia.
Luchó también en 191 a. C., sirviendo primero bajo el mando de Marco Bebio Tánfilo en la guerra contra Antíoco III el Grande y luego bajo el mando del cónsul Manio Acilio Glabrión contra los etolios.
En 187 a. C. logró el cargo de pretor, y le fue otorgado el gobierno de la provincia de Tarento. En 185 a. C. fue elegido cónsul y consiguió ciertas victorias contra los ingaunios, una tribu de los ligures. A través de una interferencia violenta en las asambleas romanas, consiguió la elección de su hermano Publio para el consulado del año siguiente.
En 184 a. C., cuando Filipo V de Macedonia se preparaba para una nueva guerra contra los romanos, Apio fue enviado como cabeza de una embajada a Macedonia y a Grecia, para observar sus movimientos y tratar de arrebatar de sus manos las ciudades que tenía bajo su control.
En 176 a. C. formó parte de una embajada enviada a la Liga Etolia para conseguir el cese de sus hostilidades internas y oponerse a las maquinaciones de Perseo de Macedonia.